# 킨죠 야마토
킨죠 야마토(일본어: 金城 大和 きんじょう やまと[*], 1983년 9월 9일 ~ )는 일본의 배우이다. 2010년 3월 뮤지컬로 첫 데뷔했다.

## 출연작

### TV 드라마
- 2013년 ~ 2014년 수전전대 쿄류저 - 우도 노부하루 / 쿄류블루 역

## 영화
- 특명전대 고버스터즈 vs. 해적전대 고카이저 THE MOVIE - 우도 노부하루 / 쿄류블루 역
- 수전전대 쿄류저 vs. 고버스터즈 공룡대결전 안녕히 영원한 친구여 - 우도 노부하루 / 쿄류블루 역
- 열차전대 토큐저 vs. 쿄류저 THE MOVIE - 우도 노부하루 / 쿄류블루 역

## 애니메이션
- 유희왕 ARC-V - 쿠로사키 슌
- 그리자이아의 과실 - 검은색옷3
- 알드노아 제로 - 부장, 연합군 오퍼레이터
- GANGSTA - 양아치
- 모든 것이 F가 된다 - 경찰관
- 하이큐!! 2기 - 타자와 유우키, 이나가키 고로
- 나만이 없는 거리
- 베이블레이드 비스트 - 코마자키 신지
- 라스트 피러이드 ~ 끝없는 나선의 이야기 ~ - 질레트
- 임사!! 에코다짱 - 마 군

## 외하
- 파워레인저 다이노포스 브레이브 - 전현준(브레이브 블랙 다이노)

## 여담
2019년 1월 1일 새해 첫 소식으로 자신의 결혼 발표를 했다.